# Alison Snowden
Alison Snowden (Nottingham, 1958) is een Brits stemacteur, producer, regisseur en scenarioschrijver.

## Filmografie

### Scenarioschrijver
- 1987 - People and Science: A Test of Time
- 1989 - In and Out
- 1993 - Deadly Deposits
- 1993 - Bob's Birthday
- 2007 - Shaun the Sheep
- 2007 - Ricky Sprocket

### Regisseur
- 1985 - Second Class Mail
- 1987 - People and Science: A Test of Time
- 1987 - George and Rosemary
- 1989 - In and Out
- 1993 - Bob's Birthday

### Stemacteur
- 1993 - Bob's Birthday
- 1998 - Bob and Margaret

### Producer
- 1985 - Second Class Mail
- 1993 - Bob's Birthday